# Guido Mazzoni (konstnär)

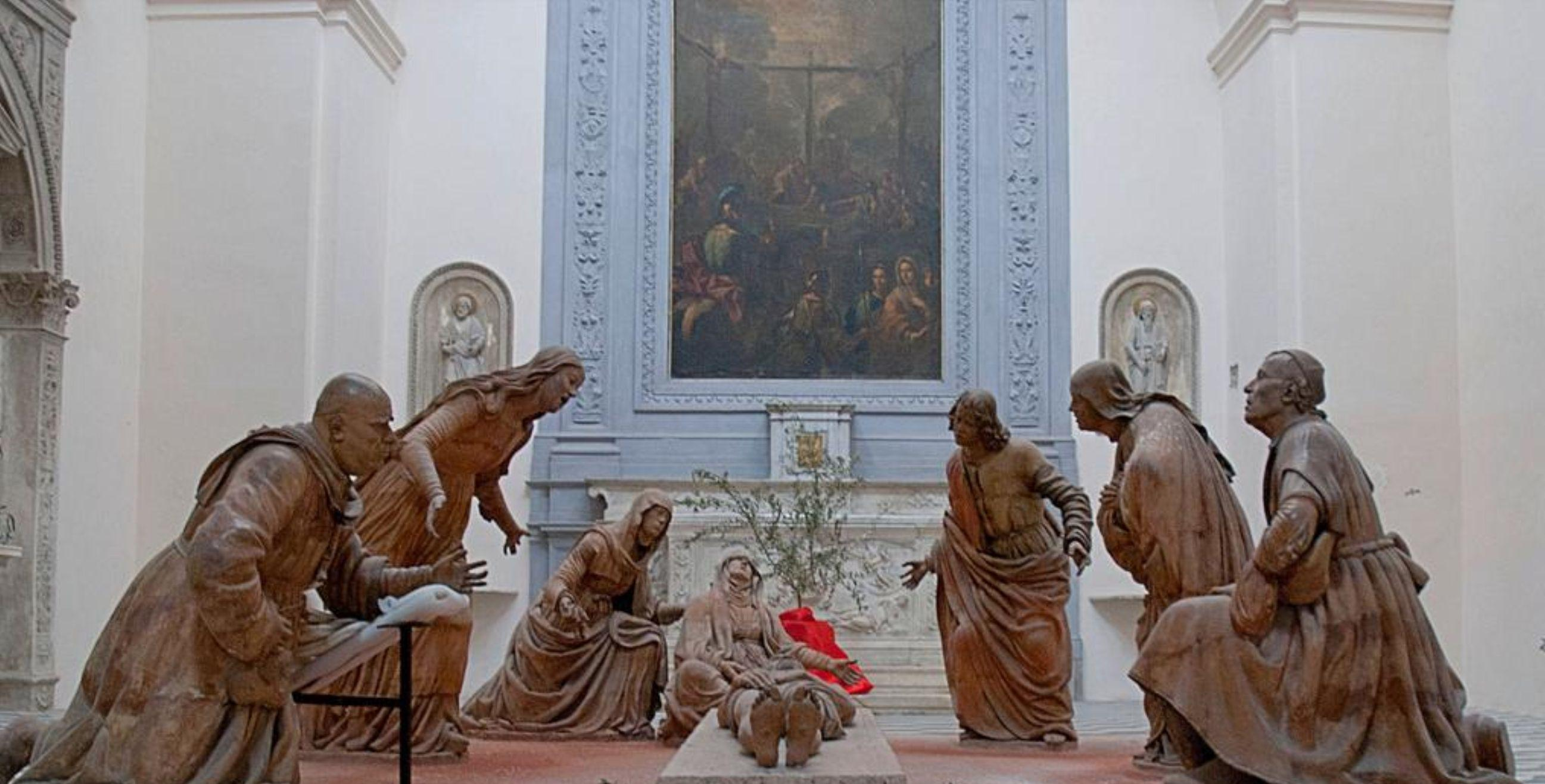
Compianto sul Cristo morto.

Guido Mazzoni, kallad Modanino eller Paganino, född 2 mars 1450 i Modena, död 1 februari 1518 i Modena, Hertigdömet Modena och Reggio, var en italiensk bildhuggare. Gift med Isabella Discalzi Mazzoni.
Mazzoni utförde uteslutande frigrupper, modellerade i lera, framställda i naturlig storlek samt naturalistiskt målade. Denna art av plastik, som var vanlig under ungrenässansens tid på sådana orter, som ägde brist på marmor, hade i Mazzoni sin mest energiske representant. "Dessa hans figurer, som sammankomponerats för en sluten grupp, taga sig äfven bäst ut på sådant sätt, medan de åtskilda eller fristående verka löjligt eller afskräckande", skriver Carl Rupert Nyblom i Nordisk familjebok. Hans bästa grupper är Kristus som lik, sörjd av sina närmaste (flera stycken, av vilka en i San Giovanni Decollato i Modena, från 1480), en samling av starkt naturalistiska figurer, men ypperligt uttryckande en häftig sorg, samt i domens krypta en grupp av Madonnan med Kristus som barn, våldsamt gråtande, medan en trasigt klädd piga bjuder honom välling i en sked, av vilken han smakar. Mazzoni var lärare åt Begarelli, Correggios samtida, som inom terrakottagruppen höjde sig till ett slags lidelsefull idealitet. 